# Robert Venturi
Pour les articles homonymes, voir Venturi.
Robert Charles Venturi est un architecte américain né le 25 juin 1925 à Philadelphie (États-Unis) et mort le 18 septembre 2018 dans la même ville.
Il est considéré comme un des précurseurs du postmodernisme.

## Biographie
Après être diplômé à l’université de Princeton en 1947, Robert Venturi y obtient un MFA en 1950. Il poursuit ses études de 1954 à 1956 à l’American Academy in Rome où il a obtenu une bourse et où il tombe sous l'influence du maniérisme et du baroque. Il collabore avec Eero Saarinen et Louis Kahn avant d’ouvrir sa propre agence en 1958. En 1964, il s’associe avec John Rauch et quelques années plus tard son épouse Denise Scott Brown, elle-même architecte, rejoint l’agence. Après le départ de John Rauch en 1989, l'agence a pris le nom de Venturi, Scott Brown and Associates.
Il a obtenu le prestigieux prix Pritzker en 1991. Il a enseigné dans de nombreuses universités (Yale, Princeton, Harvard, UCLA).
Il a conçu de nombreux édifices mais c’est surtout son œuvre théorique qui restera pour avoir contribué à une critique des principaux dogmes du Modernisme architectural. Son premier ouvrage Complexity and Contradiction in Architecture publié en 1966 aura ainsi une influence considérable sur le cours de l'architecture au même titre peut-être que Vers une architecture de Le Corbusier. En 1972, il publie avec Denise Scott Brown L'enseignement de Las Vegas qui déclenche une controverse sans pareille et l'installe à son corps défendant comme l'un des parrain du postmodernisme architectural.
L'œuvre de Venturi est hétérogène en ce sens qu'elle comprend aussi bien des projets d'aménagement urbain que des villas, des musées que des supermarchés, des maisons de plage que des instituts de recherche. L'une de ses principales réalisations est une maison de retraite, La Guild house à Philadelphie (1960-1963) dont Robert Venturi se sert encore volontiers pour étayer ses thèses sur le laid, l'ordinaire et le symbolique en architecture. À la même période, il construit pour sa mère une petite maison à Chestnut Hill, près de Philadelphie ; véritable compte-rendu de ses idées et la diversité et l'antagonisme, elle rompt avec toutes les conventions fonctionnalistes et ne recule devant aucun effet visuel perturbant, tel son escalier placé contre un mur.
Atteint de la maladie d'Alzheimer, Robert Venturi meurt le 18 septembre 2018 à Philadelphie à l'âge de 93 ans, à la suite de complications liées à cette maladie.

## Principales réalisations

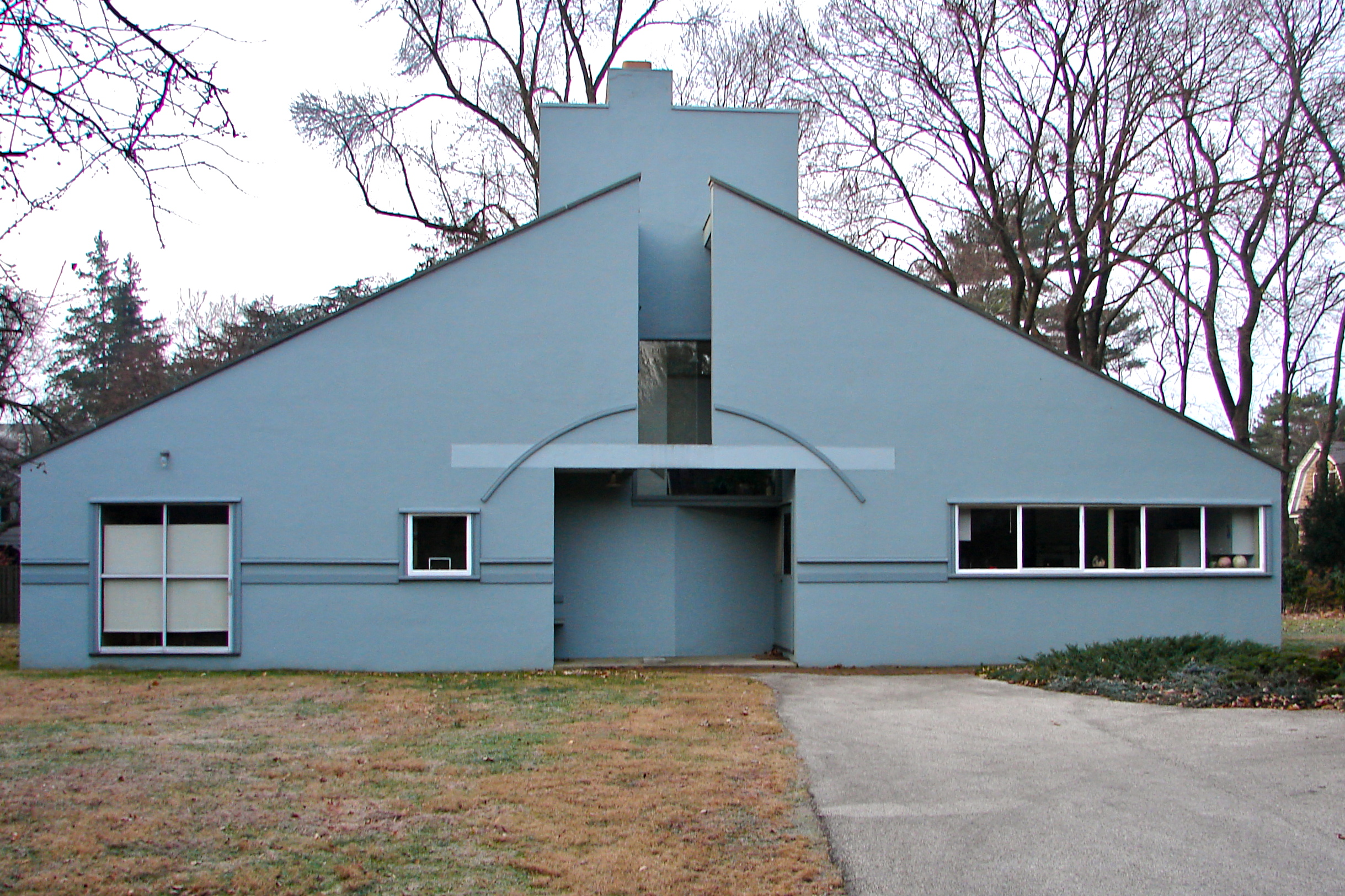
Maison Vanna Venturi à Chestnut Hill (Philadelphie, Pennsylvanie).

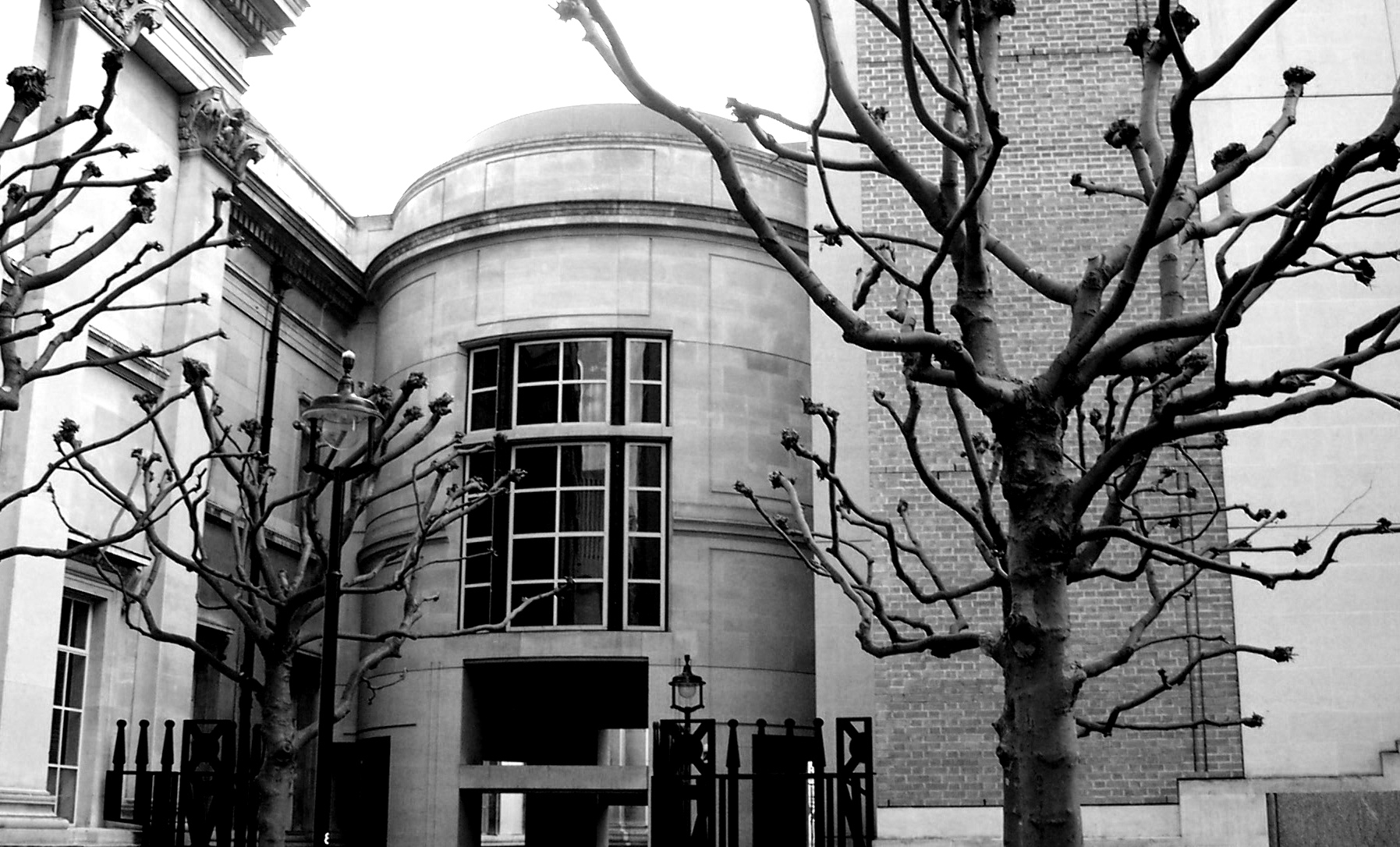
National Gallery près de Londres.

- 1962 : Maison Vanna Venturi à Chestnut Hill (Philadelphie, Pennsylvanie) : il utilise la fausse symétrie[3]
- 1960-1963 : Guild House à Philadelphie en Pennsylvanie
- 1966-1968 : Caserne des pompiers à Columbus dans l'Indiana
- 1970 : Maison Trubek à Nantucket (Massachusetts) : en bois, d'inspiration maniériste
- 1970 : Maison Wislocki à Nantucket Island, Massachusetts
- 1973 : Maison Brant à Greenwich, Connecticut
- 1973-1976 : extension de l'Allen Art Museum à Oberlin (Ohio)
- 1975 : Maison particulière à Tucker Town (Bermudes)
- 1975 : Maison Tucker à Mount Kisco (New York)
- 1983 : Pavillon Gordon Wu à l’université de Princeton (New Jersey)
- 1990 : Extension de la National Gallery à Londres
- 1992-1999 : Hôtel du département de la Haute-Garonne à Toulouse, en collaboration avec Anderson/Schwartz Architects et Hermet-Blanc-Delagausie-Mommens/Atelier A4[4]

## Écrits
- avec D. Scott Brown, Vu depuis le capitole et autres textes, Marseille, Parenthèses, 2014
- Complexity and Contradiction in Architecture, New York 1966 (trad. fr. De l’ambiguïté en architecture)
- avec D. Scott Brown et S. Izenour, Learning from Las Vegas, Cambridge (Mass.) 1972 (trad. fr. L’enseignement de Las Vegas) : il fait notamment l'analyse du Strip et formule le concept de « hangar décoré », qu'il oppose à celui de « canard », en référence au restaurant "Big Duck", en forme de canard.
- Iconography and Electronics upon a Generic Architecture : A View from the Drafting Room, MIT Press, 1996